# ابوبکر سیدیبه
ابوبکر سیدیبه (انگلیسی: Aboubakar Sidibé؛ زادهٔ ۳ مهٔ ۱۹۹۶) بازیکن فوتبال است.